# Véronique Bidoul
Véronique Bidoul, née le 18 juin 1968 est une femme politique belge, membre du Mouvement réformateur.
Elle est licenciée en sciences politiques.

## Carrière politique
- Conseillère communale à Perwez

Mandat politique exercé antérieurement :
- députée wallonne et de la Communauté française.